# Jakub (Barclay)
Jakub, imię świeckie Jacob Barclay – duchowny Rosyjskiej Cerkwi Staroprawosławnej, od 2005 biskup syjoński i zachodnioeuropejski. Początkowo należał do jednej z Cerkwi starokalendarzowych, gdzie przyjął chirotonię, jednak w 2005 przeszedł do Rosyjskiej Cerkwi Staroprawosławnej.
Jako że obie Cerkwie nie uznają wzajemnie swoich święceń, biskup Jakub otrzymał staroobrzędową Chirotonię w 2005 r.